# Mégalithes d'Ellès

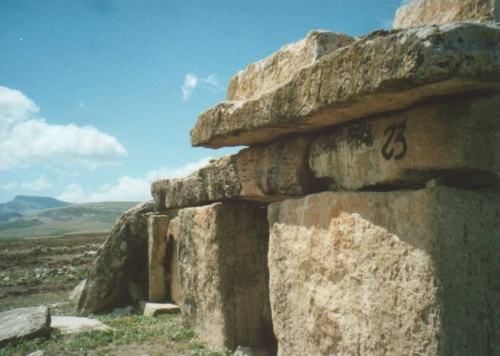
Dolmen 23 à Ellès, vu du Sud.

Les mégalithes d'Ellès en Tunisie représentent une variante nord-africaine des constructions mégalithiques, qui a émergé vers 2500 av. J.-C., alors que l'île de Malte est abandonnée par ses habitants marqués par la culture des temples.
Ils se situent à l'ouest, au sud et à l'est du petit village d'Ellès, rattaché au gouvernorat du Kef, isolé dans les montagnes au Nord-Ouest de la Tunisie, à 35 kilomètres de l'ancienne ville romaine de Makthar.
Les mégalithes en allée couverte, partiellement équipés de niches, n'ont été que peu étudiés. Considérés comme typiques des tombes trouvées autour de Makthar, une étude de 53 d'entre eux suggère que certaines de ces tombes seraient orientées vers Alpha Centauri. En revanche, Michael Hoskin explique que leurs orientations peut s'expliquer par la topographie locale dans le sens où les entrées font toutes face à l'aval. Leur érection, attribuée aux Numides, est survenue avant que les Phéniciens n'établissent des comptoirs commerciaux le long de la côte.